# 为团结的紧急呼吁

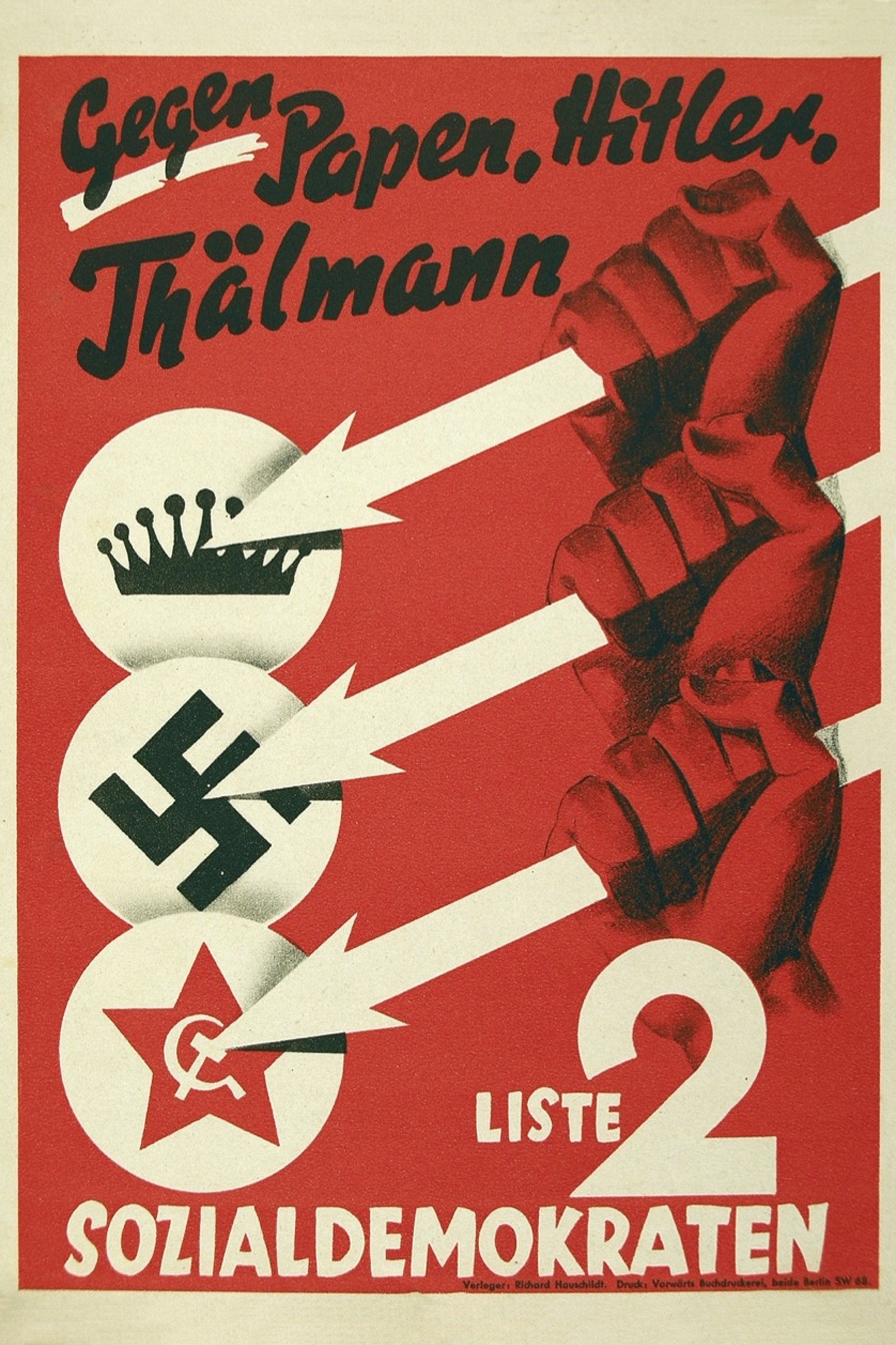
1932年社民党的竞选海报，上书“反对帕彭、希特勒、台尔曼”

《为团结的紧急呼吁》（德語：Dringender Appell für die Einheit）是国际社会主义战斗联盟为挫败德国国家社会主义工人党（纳粹党）而发出的呼吁。在1932年7月德国国会选举前夕，近三十位德国著名科学家、作家和艺术家签署了这份呼吁书。

## 背景
1932年6月，这篇文章呼吁在议会选举中支持德国社会民主党和德国共产党，以防止纳粹党人控制政府。呼吁没有成功，阿道夫·希特勒后来被任命为总理，纳粹党得以集权。
为了应对纳粹党日益壮大的力量，国际社会主义战斗联盟的报纸《火花》刊登了这一呼吁。柏林各处也竖起了标语牌。

## 文本
紧急呼吁！
个人与政治自由的全面毁灭
在德国迫在眉睫，如果不能在最后一刻不计较原则分歧，汇聚所有一致反对法西斯主义的力量的话。下一次机会就在7月31日。我们必须抓住这次机会并最终迈前一步
建立统一的工人阵线，
这不仅对保卫议会至关重要，而且对更广泛的保卫战也同样必要。我们向所有抱有同样信念的人紧急呼吁
协助促成社民党和共产党在此次选举中合作，
最好以联合候选人名单的形式，或至少以联合党派名单的形式。不仅要在政党中，尤其在大型工人组织中，必须发挥一切可能的影响力。让我们确保不因天性懒惰或内心怯懦而让我们堕入野蛮！
程其英 / 威利·艾希勒 / 阿尔伯特·爱因斯坦 / 卡尔·埃蒙特 / 安东·埃克伦茨 / 赫尔穆特·法尔肯菲尔德 / 库尔特·格罗斯曼 / E. J. 耿贝尔 / 沃尔特·哈默 / 台奥多尔·哈特维希 / 维图斯·海勒 / 库尔特·希勒 / 玛丽亚·霍丹 / 汉斯·埃里希·卡明斯基 / 埃里希·凯斯特纳 / 卡尔·柯勒惠支 / 凯绥·珂勒惠支 / 阿瑟·克龙菲尔德 / E·劳蒂 / 奥托·莱曼-鲁斯布尔特 / 海因里希·曼 / 彼得罗·南尼 / 保罗·厄斯特莱希 / 弗兰茨·奥本海默 / 台奥多尔·普利维埃 / 冯·舍奈希男爵 / 奥古斯特·西姆森 / 明娜·斯佩希特 / 海伦妮·斯托克 / 恩斯特·托勒爾 / 埃米尔·冯·韦德尔伯爵 / 埃里希·蔡格纳 / 阿诺尔德·茨威格